# Inbördeskriget i Peru
Inbördeskriget i Peru är en väpnad konflikt i Peru, som utkämpats sedan 17 maj 1980 mellan tre olika sidor: peruanska staten, Perus kommunistiska parti (Sendero Luminoso) och, fram till 1997, Movimiento Revolucionario Túpac Amaru. Runt år 2000 hade konflikten starkt avtagit, och sedan 2002 har aktiviteten varit mycket låg.

### Fotnoter
1. ↑  ”Americas | Profile: Peru's Shining Path”. BBC News. 15 november 2004. http://news.bbc.co.uk/1/hi/world/americas/3985659.stm. Läst 15 augusti 2012.